# Joaquim Bento de Oliveira Júnior
Joaquim Bento de Oliveira Júnior (Conceição do Mato Dentro, 10 de dezembro de 1846 — São Paulo, 6 de março de 1878) foi um político brasileiro.
Foi presidente da província do Paraná, de 17 de agosto de 1877 a 7 de fevereiro de 1878.